# Skisprungsaison 1964/65

←1963/64 – 1964/65 – 1965/66→

Der Artikel über die Skisprungssaison 1964/65 ist eine Übersicht zu den wichtigsten Skisprungwettbewerben der Wintersportsaison 1964/65. Damals organisierte der internationale Ski-Verband Fis noch keine Wettkampfserie wie den Weltcup. Als Sprungläufe der höchsten Klasse sind dennoch einige Wettkämpfe hervorzuheben. So waren in dieser Saison die Vierschanzentournee, die Salpausselkä-Skispiele in Lahti, das Holmenkollen-Skifestival in Oslo sowie die Skiflug-Woche in Bad Mitterndorf die herausragenden Wettbewerbe im Skispringen. Unter den weiteren Springen hatten die Schweizer Springertournee sowie das Springen in Le Brassus eine große internationale Beteiligung. Politische und entfernungstechnische Themen machten sich auch im Skispringen bemerkbar. So war die komplette Weltelite bei internationalen Wettkämpfen in den sozialistischen Staaten oder den USA selten versammelt.
Beim Holmenkollen-Skifestival in Oslo sollen zwischen 60.000 bis 100.000 Menschen  den Wettkampf verfolgt haben, darunter die norwegische Königsfamilie um König Olav V. und Kronprinz Harald. Sie wurden Zeugen eines neuen Schanzenrekords auf dem Holmenkollbakken: Lars Grini erzielte mit einer Weite von 89 Metern einen neuen Bestwert. Auf dem Kulm flog Peter Lesser eine Woche später mit seinem Satz auf 145 Meter am dritten Wettkampftag zu einem neuen Weltrekord. Zuvor war er bereits 147 Meter weit gesprungen, doch hatte der DDR-Sportler den Sprung aufgrund einer Unebenheit im Aufsprunghang nicht gestanden.

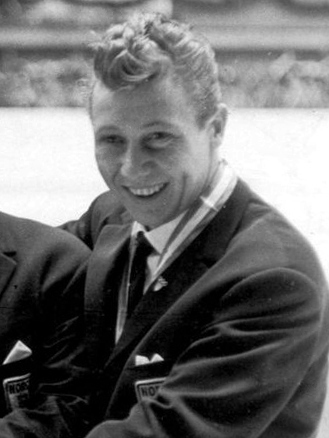
Torgeir Brandtzæg
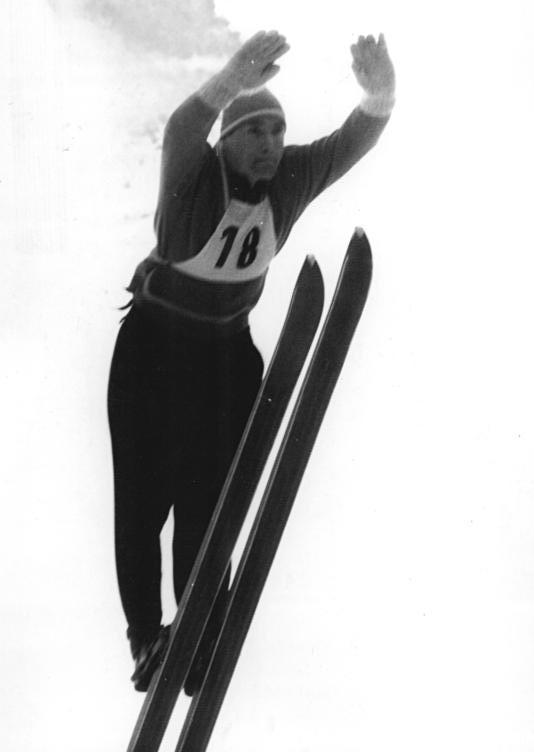
Dieter Neuendorf
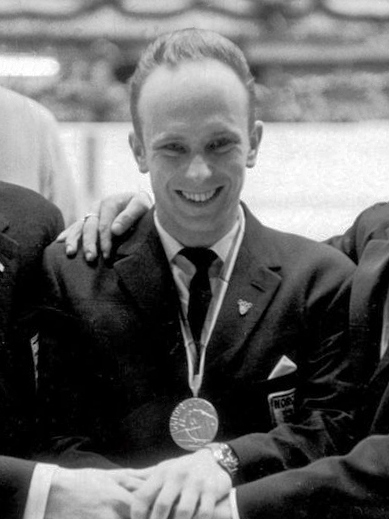
Toralf Engan
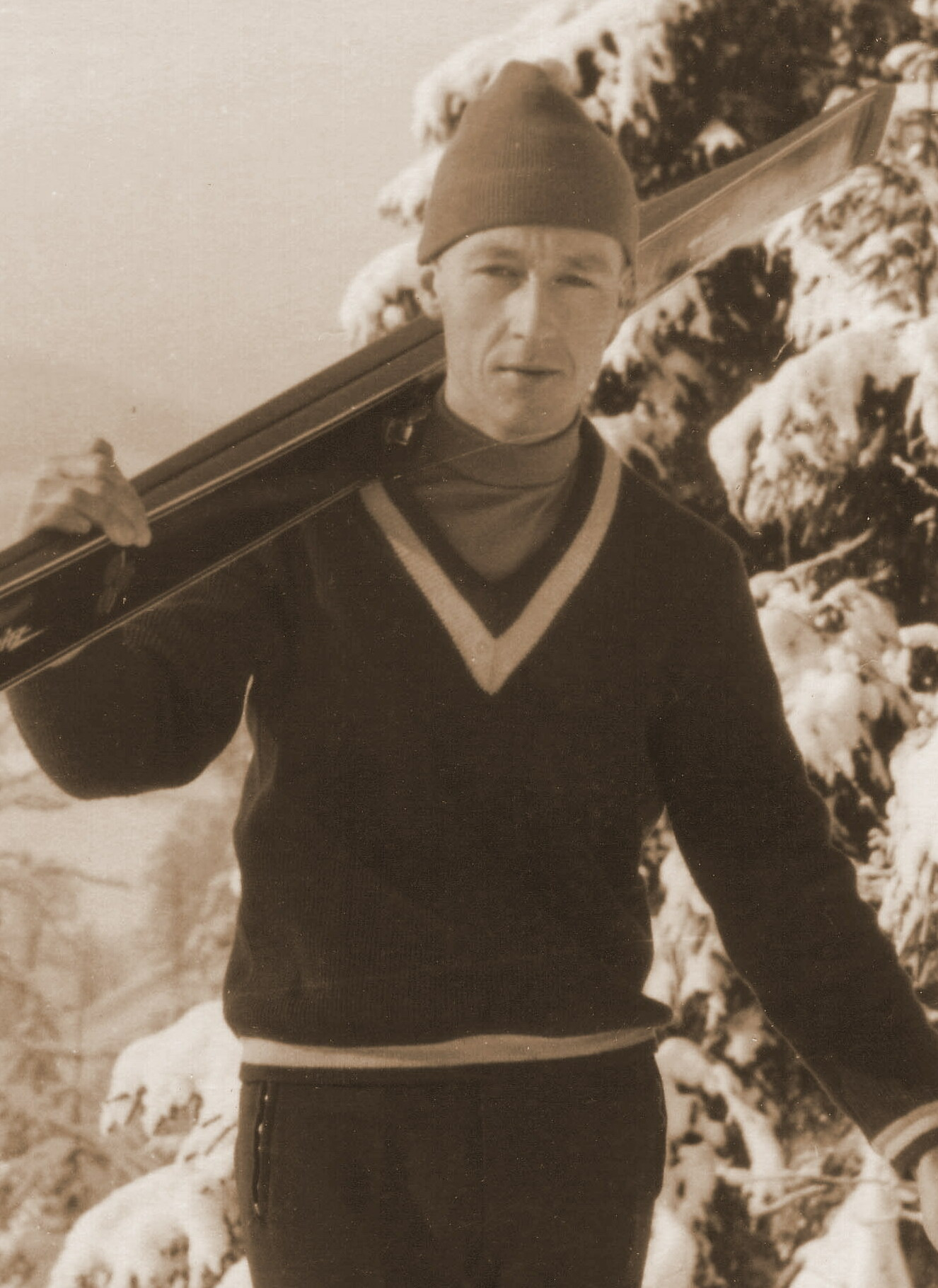
Peter Lesser

Zu den erfolgreichsten Athleten des Winters zählte der Norweger Torgeir Brandtzæg. Der damals 23-Jährige gewann die Vierschanzentournee und den Spezialsprunglauf der Salpausselkä-Spiele. Zudem war er auch bei weiteren internationalen Wettkämpfen sowie beim Großschanzen-Wettbewerb der norwegischen Meisterschaften siegreich. Beim Holmenkollen-Skifestival wurde Brandtzæg Fünfter. Mit seinem Sieg in Oslo sowie weiteren starken Auftritten war auch der DDR-Sportler Dieter Neuendorf einer der besten Skispringer der Saison. Der amtierende Olympiasieger Toralf Engan verpasste einen Sieg bei den bedeutendsten Wettbewerben. Allerdings gewann er im Saisonverlauf mehrere Springen. Besonders auf seiner Übersee-Tournee dominierte er die Konkurrenz.  Die Skisprung-Weltrangliste führte Torgeir Brandtzæg vor Bjørn Wirkola an. Sie wurde vom Tschechoslowaken Vladimír Pácl erstellt, der zum damaligen Zeitpunkt Mitglied des Langlaufkomitees des internationalen Skiverbands FIS war.
Die Skisprung-Saison verzeichnete im März ein tragisches Ereignis. Beim Wettkampf im jugoslawischen Planica verlor Jože Tolar in der Luft die Balance und schlug mit dem Kopf auf dem Boden auf. Er erlag seinen schweren Verletzungen im Alter von 19 Jahren später in einem Krankenhaus in Jesenice.

## Wettbewerbsübersicht

### A-Klasse-Springen
| Datum             | Austragungsort         | Schanze                   | Bemerkung                | Sieger            | Zweiter          | Dritter          | Beleg         |
| ----------------- | ---------------------- | ------------------------- | ------------------------ | ----------------- | ---------------- | ---------------- | ------------- |
| 27. Dezember 1964 | Oberstdorf             | Schattenbergschanze       | Vierschanzentournee      | Torgeir Brandtzæg | Pjotr Kowalenko  | Dave Hicks       | [ 11 ]        |
| 1. Januar 1965    | Garmisch-Part.         | Große Olympiaschanze      | Vierschanzentournee      | Erkki Pukka       | Heini Ihle       | Helmut Kurz      | [ 12 ]        |
| 3. Januar 1965    | Innsbruck              | Bergiselschanze           | Vierschanzentournee      | Torgeir Brandtzæg | Bjørn Wirkola    | Józef Przybyła   | [ 13 ]        |
| 6. Januar 1965    | Bischofshofen          | Paul-Außerleitner-Schanze | Vierschanzentournee      | Bjørn Wirkola     | Dalibor Motejlek | Wiktor Krjukow   | [ 14 ]        |
|                   | Tournee-Gesamtwertung: | Tournee-Gesamtwertung:    | Vierschanzentournee      | Torgeir Brandtzæg | Bjørn Wirkola    | Dalibor Motejlek | [ 14 ]        |
| 7. März 1965      | Lahti                  | Intiaanikukkula           | Salpausselkä-Skispiele   | Torgeir Brandtzæg | Bjørn Wirkola    | Dieter Neuendorf | [ 15 ] [ 16 ] |
| 14. März 1965     | Oslo                   | Holmenkollbakken          | Holmenkollen-Skifestival | Dieter Neuendorf  | Lars Grini       | Toralf Engan     | [ 17 ] [ 4 ]  |
| 19.–21. März 1965 | Bad Mitterndorf        | Kulm                      | Skiflug-Woche            | Henrik Ohlmeyer   | Bernd Karwofsky  | Peter Lesser     | [ 18 ] [ 6 ]  |

### Weitere internationale Springen
| Datum             | Austragungsort         | Schanze                     | Bemerkung                              | Sieger                          | Zweiter                         | Dritter                         | Beleg           |
| ----------------- | ---------------------- | --------------------------- | -------------------------------------- | ------------------------------- | ------------------------------- | ------------------------------- | --------------- |
| 26. Dezember 1964 | St. Moritz             | Olympiaschanze              | Weihnachtsspringen                     | Bruno De Zordo                  | Günther Göllner                 | Heribert Schmid                 | [ 19 ] [ 20 ]   |
| 10. Januar 1965   | Kawgolowo              | Tramplin Kawgolowo          |                                        | Peter Lesser                    | Pauli Ukkonen                   | Pjotr Kowalenko                 | [ 21 ] [ 22 ]   |
| 10. Januar 1965   | Ljubljana              | Skakalnica na Galetovem     | Memorial Branka Bozicka                | Giacomo Aimoni                  | Horst Queck                     | Jozef Metelka                   | [ 23 ] [ 22 ]   |
| 11. Januar 1965   | Semmering              | Liechtensteinschanze        | Kupus-Serie                            | Josef Matouš                    | Sepp Lichtenegger               | Willy Schuster                  | [ 24 ] [ 25 ]   |
| 12. Januar 1965   | Maribor                | Pekrska Gorca               |                                        | Ludvik Zajc                     | Gilbert Poirot                  | Peter Eržen                     | [ 26 ] [ 27 ]   |
| 15. Januar 1965   | Mürzzuschlag           | Ganzsteinschanze            |                                        | Gilbert Poirot                  | Jiří Raška                      | Peter Müller                    | [ 28 ]          |
| 16. Januar 1965   | Fox River Grove        | Cary Hill                   |                                        | Torgeir Brandtzæg               | Dave Hicks                      | Toralf Engan                    | [ 29 ] [ 30 ]   |
| 17. Januar 1965   | Fox River Grove        | Cary Hill                   |                                        | Torgeir Brandtzæg               | Toralf Engan                    | Dave Hicks                      | [ 31 ] [ 30 ]   |
| 17. Januar 1965   | Le Brassus             | La Chirurgienne             |                                        | Dieter Neuendorf                | Josef Matouš                    | Michail Weretennikow            | [ 32 ] [ 33 ]   |
| 24. Januar 1965   | Eau Claire             | Hendrickson Hill K61        |                                        | Niilo Halonen                   | Dave Hicks                      | Tom Peterson                    | [ 34 ] [ 35 ]   |
| 24. Januar 1965   | Achomitz               | Natursprunganlage K60       |                                        | Albino Bazzana                  | Miro Oman                       | Aido Olivotti                   | [ 36 ]          |
| 24. Januar 1965   | Unterwasser            | Säntisschanze K65           | Schweizer Springertournee              | Giacomo Aimoni                  | Pauli Ukkonen                   | Kjell Sjöberg                   | [ 37 ] [ 38 ]   |
| 26. Januar 1965   | St. Moritz             | Olympiaschanze              | Schweizer Springertournee              | Heini Ihle                      | Torbjørn Yggeseth               | Giacomo Aimoni                  | [ 39 ] [ 40 ]   |
| 28. Januar 1965   | Arosa                  | Sprungschanzen Arosa        | Schweizer Springertournee              | Kjell Sjöberg                   | Heini Ihle                      | Giacomo Aimoni                  | [ 41 ] [ 42 ]   |
| 31. Januar 1965   | Le Locle               | Tremplin de la Combe Girard | Schweizer Springertournee              | Kjell Sjöberg                   | Helmut Kurz                     | Torbjørn Yggeseth               | [ 43 ] [ 44 ]   |
|                   | Tournee-Gesamtwertung: | Tournee-Gesamtwertung:      | Schweizer Springertournee              | Kjell Sjöberg                   | Giacomo Aimoni                  | Pauli Ukkonen                   | [ 44 ]          |
| 28. Januar 1965   | Špindlerův Mlýn        | Svatý Petr K86              | Bohemia-Tournee / Freundschaftstournee | Josef Matouš                    | Veit Kührt                      | Dieter Scharf                   | [ 45 ] [ 46 ]   |
| 29. Januar 1965   | Vysoké nad Jizerou     | Grubenschanze               | Bohemia-Tournee / Freundschaftstournee | Josef Matouš                    | Alfred Lesser                   | Dieter Scharf                   | [ 47 ] [ 48 ]   |
| 31. Januar 1965   | Banská Bystrica        | Srnková                     | Bohemia-Tournee / Freundschaftstournee | Michail Weretennikow            | Josef Matouš                    | Zbyněk Hubač                    | [ 49 ] [ 50 ]   |
|                   | Tournee-Gesamtwertung: | Tournee-Gesamtwertung:      | Bohemia-Tournee / Freundschaftstournee | Josef Matouš                    | Michail Weretennikow            | Zbyněk Hubač                    | [ 50 ]          |
| 30. Januar 1965   | Lake Placid            | Große Olympiaschanze        |                                        | Toralf Engan                    | Yukio Kasaya                    | Peter Müller                    | [ 51 ] [ 52 ]   |
| 2. Februar 1965   | Berchtesgaden          | Kälbersteinschanze          |                                        | Franz Keller                    | Josef Zehnder                   | Oswald Schinze                  | [ 53 ]          |
| 7. Februar 1965   | Falun                  | Källviksbacken              | Schwedische Skispiele                  | abgesagt aufgrund von Sturmböen | abgesagt aufgrund von Sturmböen | abgesagt aufgrund von Sturmböen | [ 54 ]          |
| 7. Februar 1965   | Leavenworth            | Bakke Hill K100             |                                        | Toralf Engan                    | Yukio Kasaya                    | Jay Martin                      | [ 55 ] [ 56 ]   |
| 14. Februar 1965  | Oberhof                | Rennsteigschanze            | Oberhofer Skispiele                    | Peter Lesser                    | Ryszard Witke                   | Dieter Bokeloh                  | [ 57 ] [ 58 ]   |
| 14. Februar 1965  | Westby                 | Snowflake                   |                                        | Toralf Engan                    | Yukio Kasaya                    | Dave Hicks                      | [ 59 ] [ 60 ]   |
| 14. Februar 1965  | Willingen              | Mühlenkopfschanze           | Kupus-Serie                            | Max Golser                      | Rudolf Doubek                   | Henrik Ohlmeyer                 | [ 61 ] [ 62 ]   |
| 15. Februar 1965  | Cortina d’Ampezzo      | Trampolino Italia K72       |                                        | Giacomo Aimoni                  | Jiří Raška                      | Baldur Preiml                   | [ 63 ] [ 62 ]   |
| 16. Februar 1965  | Arosa                  | Sprungschanzen Arosa        | Nachtspringen                          | Gilbert Poirot                  | Jean-Marie Poirot               | Josef Zehnder                   | [ 64 ] [ 65 ]   |
| 20. Februar 1965  | Immenstadt             | Mittag-Schanze              |                                        | Rudolf Höhnl                    | Josef Zehnder                   | Max Bolkart                     | [ 66 ] [ 67 ]   |
| 20. Februar 1965  | Ishpeming              | Suicide Hill                | Paúl Bietila Memorial                  | Yukio Kasaya                    | John Balfanz                    | Dave Norby                      | [ 68 ] [ 69 ]   |
| 21. Februar 1965  | Ishpeming              | Suicide Hill                | Paúl Bietila Memorial                  | Dave Hicks                      | Yukio Kasaya                    | John Balfanz                    | [ 70 ] [ 69 ]   |
| 21. Februar 1965  | Garmisch-Part.         | Große Olympiaschanze        |                                        | Rudolf Doubek                   | Risto Tarkkila                  | Heribert Schmid                 | [ 71 ] [ 72 ]   |
| 24. Februar 1965  | Brattleboro            | Harris Hill K88             |                                        | Sepp Lichtenegger               | Wolfgang Happle                 | Peter Müller                    | [ 73 ] [ 74 ]   |
| 28. Februar 1965  | Kuopio                 | Puijo-Schanze               | Puijo-Winterspiele                     | Topi Mattila                    | Pauli Ukkonen                   | Georg Thoma                     | [ 75 ] [ 76 ]   |
| 28. Februar 1965  | Chamonix               | Tremplin du Mont            | Kongsberg-Cup 1                        | Henrik Ohlmeyer                 | Giacomo Aimoni                  | Heini Ihle                      | [ 77 ] [ 78 ]   |
| 4. März 1965      | Sapporo                | Ōkurayama-Schanze           | Miyasama-Games                         | Takashi Fujisawa                | Tamio Taguchi                   | Toralf Engan                    | [ 79 ] [ 80 ]   |
| 7. März 1965      | Sapporo                | Ōkurayama-Schanze           | Miyasama-Games                         | Takashi Fujisawa                | Hans Olav Sørensen              | Toralf Engan                    | [ 81 ] [ 82 ]   |
| 7. März 1965      | Harrachov              | Čerťák                      |                                        | Josef Matouš                    | Rudolf Höhnl                    | Rudolf Doubek                   | [ 83 ]          |
| 7. März 1965      | Planica                | Skakalnica Stano Pelan      | Memoriał Janeza Poldy 2                | Dieter Müller                   | Helmut Wegscheider              | Dieter Bokeloh                  | [ 84 ] [ 85 ]   |
| 8. März 1965      | Kouvola                | Palomäen Hyppyrimäki        |                                        | Peter Lesser                    | Torgeir Brandtzæg               | Veit Kührt                      | [ 86 ] [ 87 ]   |
| 14. März 1965     | Riezlern               | Köpfleschanze K69           |                                        | Peter Müller                    | Albino Bazzana                  | Dino De Zordo                   | [ 88 ]          |
| 18. März 1965     | Kristiansand           | Storheia                    | Norwegen-Tournee                       | Toralf Engan                    | John Balfanz                    | Hans Olav Sørensen              | [ 89 ] [ 90 ]   |
| 19. März 1965     | Porsgrunn              | Rugtvedtkollen              | Norwegen-Tournee                       | Hans Olav Sørensen              | Finn Viggo Amundsen             | Ole Arntzen                     | [ 91 ] [ 92 ]   |
| 21. März 1965     | Rælingen               | Marikollen                  | Norwegen-Tournee                       | Toralf Engan                    | Hans Olav Sørensen              | Erling Stranden                 | [ 93 ] [ 94 ]   |
| 22. März 1965     | Drammen                | Drafnkollen                 | Norwegen-Tournee                       | Toralf Engan                    | John Balfanz                    | Ole Arntzen                     | [ 95 ] [ 96 ]   |
|                   | Tournee-Gesamtwertung: | Tournee-Gesamtwertung:      | Norwegen-Tournee                       | Hans Olav Sørensen              | Toralf Engan                    | John Balfanz                    | [ 95 ] [ 97 ]   |
| 19. März 1965     | Mo i Rana              | Fageråsbakken NS 3          |                                        | Torgeir Brandtzæg               | Willy Johansen                  | Lars Grini                      | [ 98 ] [ 99 ]   |
| 21. März 1965     | Mo i Rana              | Fageråsbakken GS 3          |                                        | Torgeir Brandtzæg               | Lars Grini                      | Georg Thoma                     | [ 100 ] [ 101 ] |
| 20. März 1965     | Zakopane               | Wielka Krokiew              | Czech-Marusarzówna-Memorial            | Ryszard Witke                   | Piotr Wala                      | Alexander Iwannikow             | [ 102 ] [ 103 ] |
| 21. März 1965     | Zakopane               | Wielka Krokiew              | Czech-Marusarzówna-Memorial            | Piotr Wala                      | Ryszard Witke                   | Rainer Glaß                     | [ 104 ] [ 105 ] |
| 21. März 1965     | Rovaniemi              | Ounasvaara-Schanze          |                                        | Pauli Ukkonen                   | Paavo Lukkariniemi              | Seppo Hannula                   | [ 106 ] [ 98 ]  |
| 28. März 1965     | Oberwiesenthal         | Fichtelbergschanze          | Freie Presse Pokal                     | Peter Lesser                    | Christoph Rölz                  | Roland Kluge                    | [ 107 ] [ 108 ] |
| 28. März 1965     | La Bresse              | Tremplin Lispach            |                                        | Giacomo Aimoni                  | Heini Ihle                      | Dalibor Motejlek                | [ 109 ] [ 110 ] |
| 28. März 1965     | Kuusamo                | Rukatunturi-Schanze         |                                        | Bjørn Wirkola                   | Niilo Halonen                   | Pauli Ukkonen                   | [ 111 ] [ 112 ] |
| 5. April 1965     | Kiruna                 | Malmstabacken               |                                        | Niilo Halonen                   | Kurt Elimä                      | Piotr Wala                      | [ 113 ] [ 114 ] |
| 10. April 1965    | Kiruna                 | Malmstabacken               |                                        | Niilo Halonen                   | Kurt Elimä                      | Pauli Ukkonen                   | [ 115 ] [ 116 ] |